# Mecklenburgischer Fußball-Bund
Der Mecklenburgische Fußball-Bund (MFB) war ein Fußballverband für die Region um das Herzogtum Mecklenburg-Schwerin.

## Geschichte
Anfang Dezember 1904 erschien der folgende Aufruf in einer zeitgenössischen Sportzeitung zur Gründung eines Verbandes:
„Da bekanntlich die Gründung eines Norddeutschen Fußball-Verbandes (Bremen, Hamburg, Altona, Kiel, Lüneburg, usw) geplant ist, so haben sich die unterzeichneten Mitglieder des Schweriner FC von 1903 entschlossen, nochmals die Mecklenburgischen Fußballclubs aufzufordern, sich zusammenzutun und dann als Vereinigung dem geplanten Verbande beizutreten, um auf diesem Wege Mitglied des Deutschen Fußball-Bundes zu werden. Es wird sonst wohl die Zeit nicht allzu fern sein, dass die Mecklenburgischen Clubs durch die Androhung der Disqualifikation zum Eintritt bei dem Bunde gezwungen werden. Wir richten daher die dringende Bitte an die Mecklenburgischen Fußballclubs, zu einer, zum 11. Dezember nach Schwerin einberufenen Versammlung, Vertreter zu entsenden, um die Gründung eines Mecklenburgischen Bundes zu beraten. Wir hoffen fest, dass unser Aufruf alle Clubs,  an die die Aufforderung gerichtet ist, bestimmen wird, sich in Schwerin vertreten zu lassen, denn es handelt sich doch um das Wohl und Wehe des Mecklenburgischen Fußballsportes! Schwerin, den 3. Dez 1904 R. Burmeister, E. Harnak.“
Ganze drei Vereine gründeten am 18. Dezember 1904 den Mecklenburgischen Fußball-Bund. Dies waren neben dem Initiator Schweriner FC 1903, der FC Vorwärts 1904 Schwerin und der FC Elite 1903 Wismar. Erster Vorsitzender wurde Rudolf Burmeister vom Schweriner FC. 1905 schlossen sich die Vereine Rostocker FC 1895, Internationaler FC Rostock, FC Alemannia Rostock, FC Germania Rostock und FC Germania 1904 Wismar an.
Von März bis Mai 1905 wurde die erste Meisterschaft des MFB in einer Spielklasse als Einfachrunde ausgetragen. Alle drei Gründungsvereine beteiligten sich an den Punktspielen, der Schweriner FC und Vorwärts auch noch mit ihren zweiten Mannschaften. Meister wurde der SFC, der alle vier Spiele gewann. Die Verbandsmannschaft verlor am 5. Februar 1905 in Schwerin gegen den Hamburger FC 1888 mit 1:10.
Der Mecklenburgische Fußball-Bund wurde am 14. Mai 1905 Mitglied im am 15. April 1905 gegründeten Norddeutschen Fußball-Verband, blieb aber wie die anderen lokalen Verbände weiter bestehen. Die Verbandsmannschaft verlor am 13. Mai 1906 in Rostock gegen den Verband Pommerscher Ballspiel-Vereine mit 1:2.
Für die Saison 1906/07 wurden die Mannschaften in Abteilung A (erste Mannschaften) und B (zweite und dritte Mannschaften) unterteilt. Die Verbandsmannschaft verlor am 26. November 1906 in Hamburg gegen den Hamburger FC 1888 mit 1:8. Am Ende der Saison 1906/07 ging der Mecklenburgische Fußball-Bund im Norddeutschen Fußball-Verband als dessen IV. Bezirk auf.

## Endrunde Norddeutsche Meisterschaft
In der Endrunde um die norddeutsche Meisterschaft 1905/06 traf Mecklenburgs Meister Rostocker FC 1895 auf neutralem Platz in Lübeck auf den FV Holstein 1902 Kiel. Bereits zur Pause lagen die Rostocker hoffnungslos mit 0:6 im Rückstand und verloren am Ende zweistellig mit 1:10.
In der Saison 1906/07 wurde der Leistungsunterschied zwischen der spielerisch sehr schwachen höchsten Klasse Mecklenburgs und Hamburg/Altona, der mit Abstand stärksten Liga im Norden, noch deutlicher aufgezeigt. Erneut auf neutralem Platz in Lübeck konnte der Schweriner FC 1903 zur Halbzeit das Resultat mit 1:6 noch einigermaßen erträglich gestalten, im zweiten Spielabschnitt erfolgte aber der totale Einbruch. Mit 20:2 überrollte der FC Victoria 1895 seinen Gegner. 

## Meister des Mecklenburgischen Fußball-Bundes
- Saison 1904/05:
  - 1. Klasse: Schweriner FC 1903

- Saison 1905/06:
  - 1. Klasse: Rostocker FC 1895
  - 2. Klasse: Schweriner FC 1903 II

- Saison 1906/07:
  - Abteilung A – 1. Klasse: Schweriner FC 1903
  - Abteilung A – 2. Klasse: Güstrower SV 1906
  - Abteilung B – 1. Klasse: FC Vorwärts Schwerin II
  - Abteilung B – 2. Klasse: Rostocker FC 1895 III